# Chiesa di San Michele a Caselli
La chiesa di San Michele a Caselli si trova nel comune di Reggello.

## Storia e descrizione
Forse di origini longobarde, la sua austera struttura romanica è stata completamente rinnovata nel tardo Seicento.
L'interno a un'unica navata di armoniche dimensioni appare, dopo un recente restauro, come un raro e raffinato esempio di decorazione tardo barocca, unendo sculture, dipinti ovali di soggetto biblico ed eleganti decorazioni a stucco. Anche le tele degli altari rivestono un certo interesse, specie quella sull'altare di sinistra con la Nascita della Vergine, datata 1616, di Domenico Soldini, caratterizzata da un tono narrativo e serenamente devoto, che indulge a qualche raffinata nota di costume nei particolari di vita domestica.